# Horse Hare

Horse Hare est un cartoon réalisé par Friz Freleng mettant en scène Bugs Bunny et Sam le pirate.

## Synopsis
En 1886 au Fort Lariat, Bugs le sergent doit surveiller le fort tandis que ses supérieurs font une manœuvre dans le désert. Pendant ce temps, Sam, le chef des indiens décident d'attaquer le fort, et s'écrasent en voulant forcer la porte. Bugs commence à compter les indiens qu'il abat avant de remplacer une flèche par un bâton de dynamite puis de tirer sur Sam et enfin rentre au fort. Sam se fait écraser par le bélier d'un indien avant de se fracasser sur une planche surélevée par bugs. Bugs réussit à monter le chef contre Sam et se fait poursuivre par toute la tribu et est sauvé par la cavalerie.